# 좌령 (한나라)
좌령(左靈, ? ~ ?)은 중국 후한 말의 정치가이다.

## 생애
남군태수(南郡太守)를 지냈다.
흥평(興平) 2년(195년), 이각(李傕)의 조카 이섬(李暹)이 헌제(獻帝)를 자기편 진영에 두려 하자, 다른 수레에 이각 휘하의 모사인 가후(賈詡)와 함께 타 이를 수행하였다. 이후 헌제는 장안(長安)을 탈출하였으며, 이각 등이 뒤쫓아오자 배를 탔다. 좌령은 이때 헌제와 함께 배를 탔다.

## 《삼국지연의》 속 좌령
이각의 막료로 등장하며, 가후와 함께 헌제의 감시역을 맡았다.